# 東京都道308号千住小松川葛西沖線

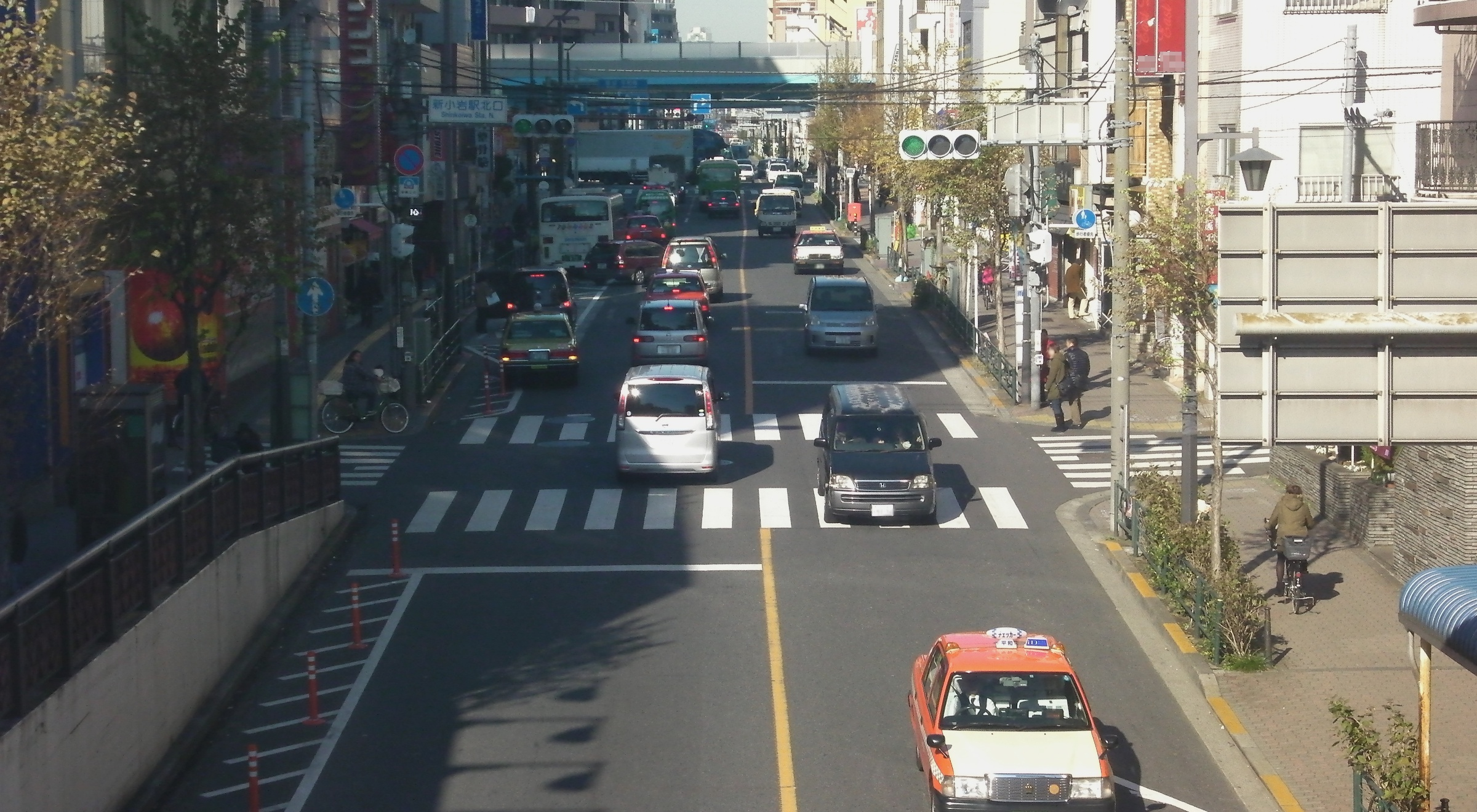
東京都道308号千住小松川葛西沖線（新小岩駅付近）

東京都道308号千住小松川葛西沖線（とうきょうとどう308ごう せんじゅこまつがわかさいおきせん）は、東京都足立区足立一丁目と江戸川区臨海町を結ぶ主要地方道である。地域によって平和橋通り（へいわばしどおり）、または船堀街道（ふなぼりかいどう）の愛称で呼ばれている。
葛飾区小菅では水戸橋を経由する道路（旧道）と新水戸橋を経由する道路（本線）の2つの経路に分かれるが、このうち荒川沿いの分岐地点（交差点名称なし）から水戸橋を経由して小菅三丁目交差点までの区間は、かつての水戸街道（陸前浜街道）の道筋を踏襲している。

## 起点・終点
- 起点：千住新橋北詰交差点（東京都道450号新荒川葛西堤防線、国道4号）
- 終点：国道357号交点（国道357号）

## 通過する自治体

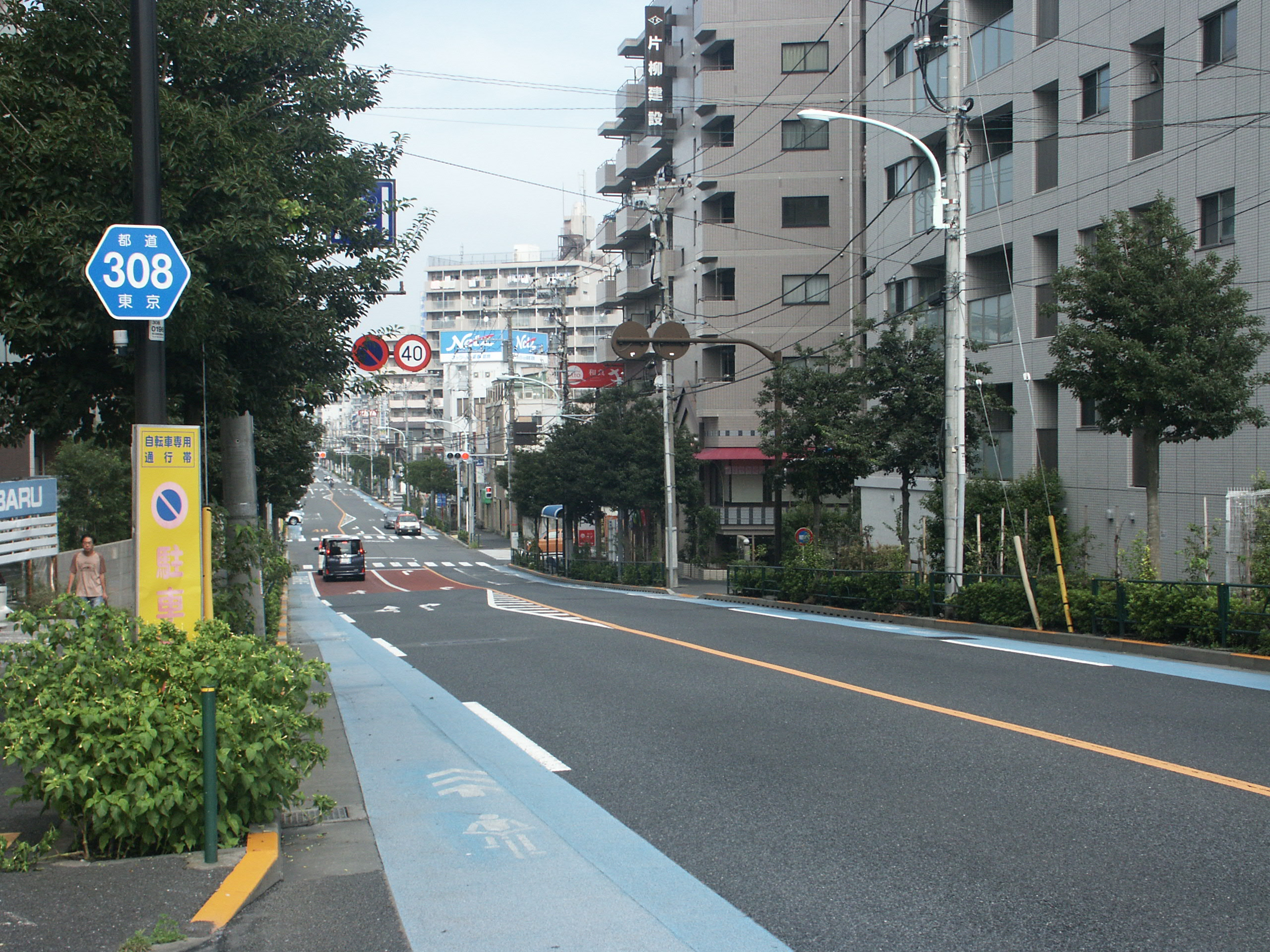
葛飾区東四つ木2丁目付近

- 東京都
  - 足立区
  - 葛飾区
  - 江戸川区

## 通称
- 平和橋通り：起点から千葉街道（国道14号）交点（八蔵橋交差点・江戸川区松島二丁目）まで区間の愛称として用いられる。千葉街道を介して船堀街道と接続している。平和橋は、葛飾区内の中川に架かる橋である。渋滞が激しいため、巽（たつみ）橋交差点（新小岩駅北口付近にある蔵前橋通りとの交差点）に新小岩陸橋をつくり立体交差化工事が行われ、2007年（平成19年）10月に開通した。
- 千葉街道：国道14号重複区間
- 船堀街道：江戸川区東小松川交差点 - 臨海町一丁目交差点
- 川の手通り：小菅三丁目交差点 - 堀切五丁目交差点（東京都道314号言問大谷田線との重複区間）※旧道の一部区間

## 重複区間
- 千住新橋北詰交差点（足立区足立一丁目：起点） - 小菅中の橋北交差点（東京都道450号新荒川葛西堤防線）
- 奥戸陸橋下交差点 - 奥戸街道入口交差点（東京都道60号市川四ツ木線）
- 東小松川交差点 - 八蔵橋交差点（国道14号）（上位道路）
- 小菅三丁目交差点 - 堀切五丁目交差点（東京都道314号言問大谷田線）※旧道の一部区間

## 交差・接続している道路
本線
- 国道4号（日光街道）- 千住新橋北詰交差点（起点。ここから西は東京都道450号新荒川葛西堤防線）
- （旧道分離）- 名称無し交差点（葛飾区小菅）
- 首都高速中央環状線
- 首都高速6号三郷線
- 東京都道450号新荒川葛西堤防線 - 小菅中の橋北交差点
- （旧道合流）・東京都道314号言問大谷田線（川の手通り、堀切中央通り）- 堀切五丁目交差点
- 国道6号（水戸街道）- 本田広小路交差点
- 東京都道60号市川四ツ木線（奥戸街道）- 奥戸街道入口交差点
- 東京都道315号御徒町小岩線（蔵前橋通り）- たつみ橋交差点
- 国道14号（千葉街道）- 八蔵橋交差点（国道14号は東小松川交差点まで重複）
- 国道14号（京葉道路）- 東小松川交差点
- 東京都道50号東京市川線（新大橋通り）- 船堀橋東詰交差点
- 東京都道10号東京浦安線（葛西橋通り）- 葛西橋東詰交差点
- 東京都道10号東京浦安線支線（清砂大橋通り）- 清新一中北交差点
- 東京都道450号新荒川葛西堤防線（清砂大橋通り）- 清新一中北交差点
- 国道357号（東京湾岸道路）

旧道
- （本線分離）（平和橋通り）- 名称無し交差点（葛飾区小菅）
- 東京都道314号言問大谷田線（川の手通り、堀切中央通り）- 小菅三丁目交差点
- （本線合流）（平和橋通り）、東京都道314号言問大谷田線（川の手通り、堀切中央通り）- 堀切五丁目交差点

## 周辺の施設
- 東武伊勢崎線 小菅駅
- 東京拘置所
- 小菅水再生センター
- 小菅東スポーツ公園
- 京成本線 堀切菖蒲園駅
- 新葛飾病院
- 葛飾区立四ツ木中学校
- 葛飾警察署
- イトーヨーカドー四つ木店
- 葛飾郵便局
- 渋江公園
- 葛飾区立川端小学校
- 坂本病院
- 東京聖栄大学
- 総武本線 新小岩駅
- 東京都立江戸川高等学校
- 江戸川区役所
- 同愛会病院
- 小松川警察署
- 江戸川郵便局
- 小松川病院
- 江戸川区立東小松川小学校
- 江戸川区立松江第一中学校
- 都営地下鉄新宿線 船堀駅
- タワーホール船堀
- 江戸川区立船堀小学校
- 江戸川区立葛西第二中学校
- 都立宇喜田公園
- 行船公園
- 江戸川区立清新第一中学校
- 江戸川区立清新第一小学校
- わかくさ公園
- 江戸川区立清新ふたば小学校
- 江戸川区立清新第二中学校
- やまびこ公園
- 新左近川親水公園
- 江戸川区立陸上競技場
- 東京臨海病院
- 葛西水再生センター

## 画像

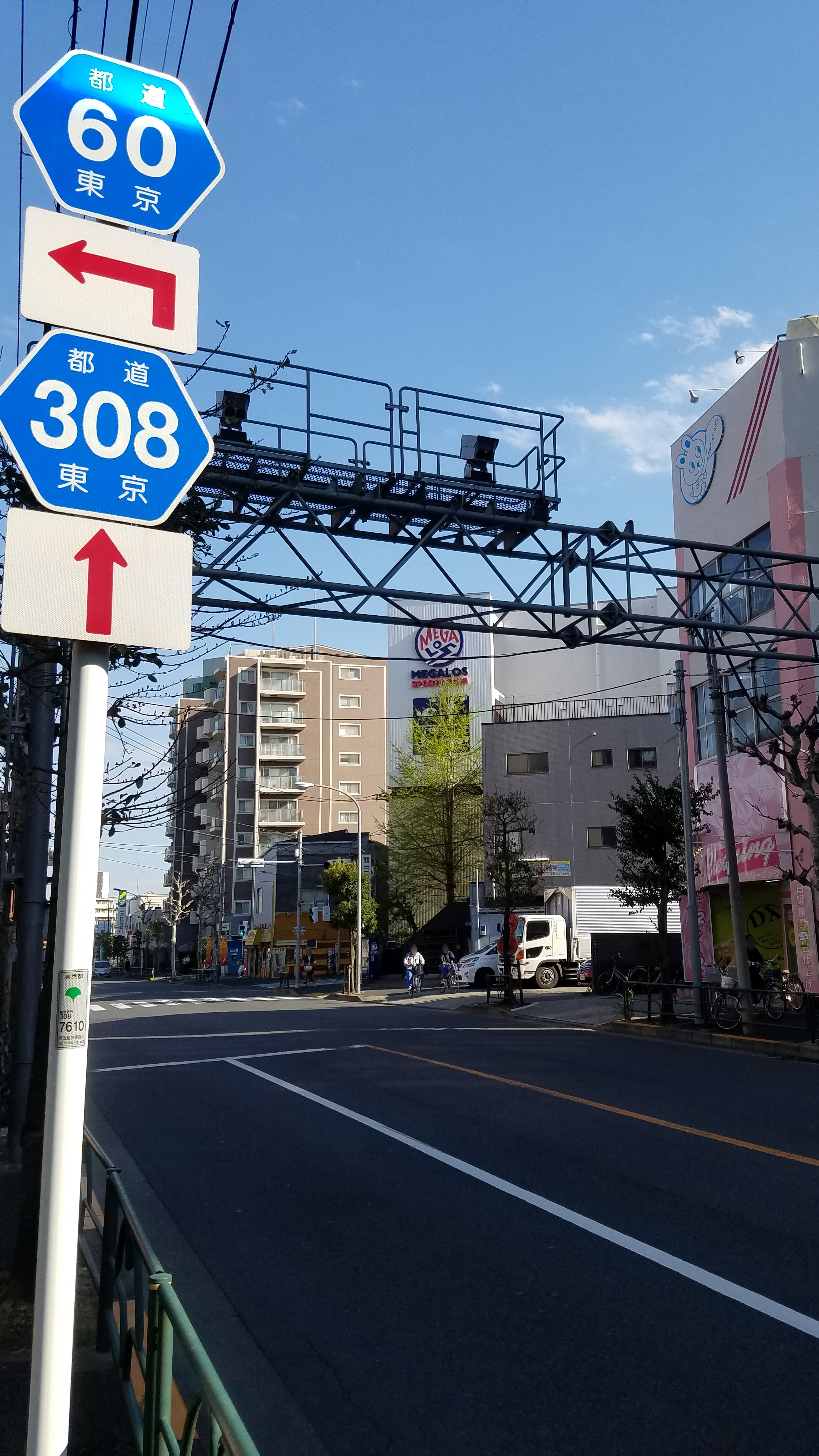
東京都道60号市川四ツ木線との重複区間（東京都葛飾区）
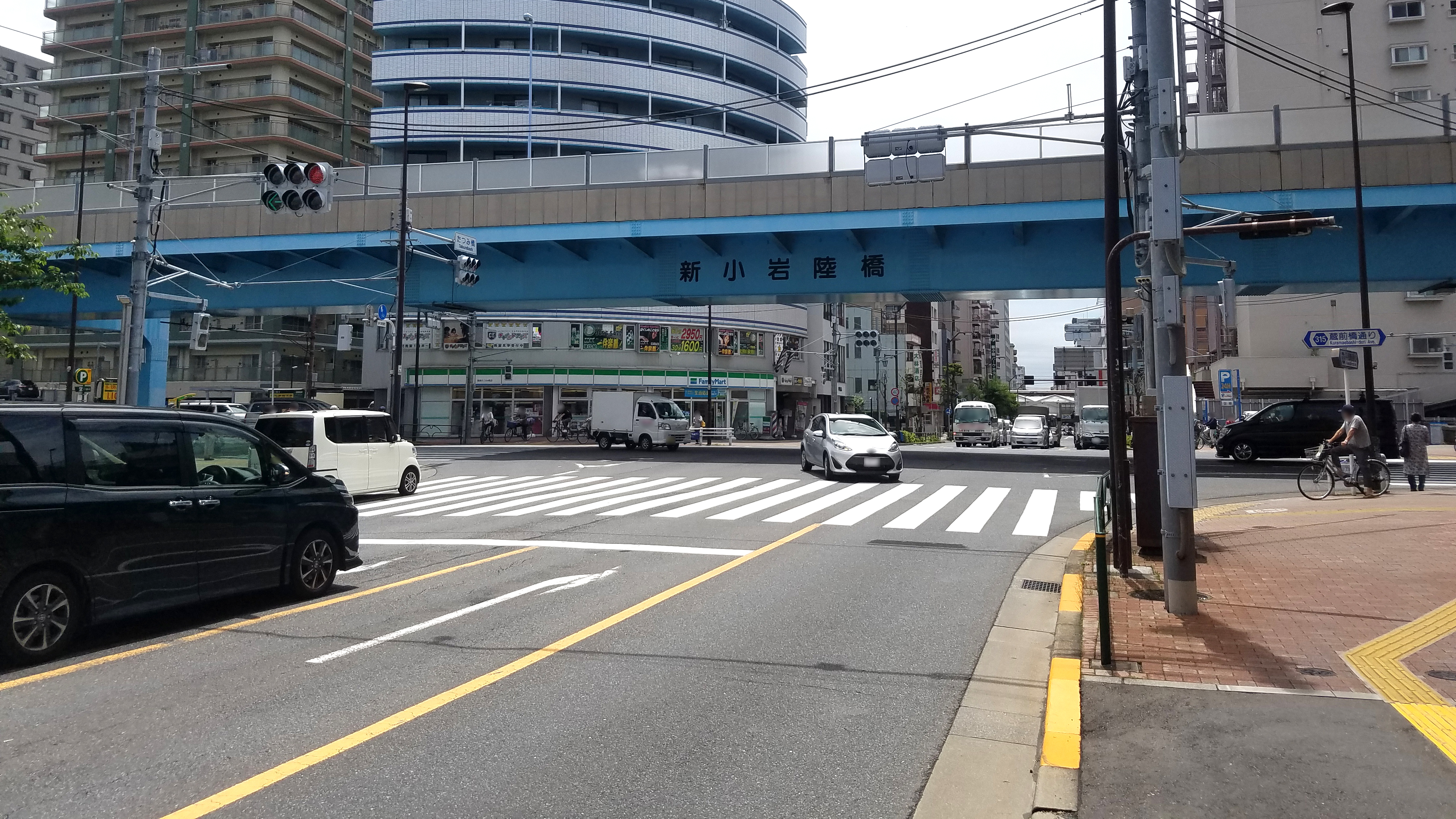
蔵前橋通りとの交差点